# Ernst Ludwig Gerber
Ernst Ludwig Gerber (Sondershausen, 29 de septiembre de 1746-Sondershausen, 30 de junio de 1819) fue un compositor, organista, violonchelista alemán y autor de un famoso diccionario de músicos.
Su padre, Heinrich Nikolaus Gerber (1702-1775), alumno de Johann Sebastian Bach, fue un organista y compositor de cierta distinción, y bajo su dirección Ernst Ludwig a una edad temprana había logrado grandes progresos en sus estudios musicales. En 1765 fue a Leipzig para estudiar derecho, pero las exigencias de la música, que habían cobrado fuerza adicional gracias a su relación con Johann Adam Hiller (de quien Gerber se convirtió en violonchelista de su orquesta Großes Concert Concert), pronto llegaron a ocupar casi su única atención. A su regreso a Sondershausen fue nombrado profesor de música de los hijos del príncipe y en 1775 sucedió a su padre como organista de la corte.
Posteriormente dedicó gran parte de su tiempo al estudio de la literatura y la historia de la música, y con este objetivo se hizo maestro de varios lenguajes modernos. Su Historisch-biographisches Lexikon der Tonkünstler apareció en 1790 y 1792 en dos volúmenes; y el primer volumen de lo que fue prácticamente una edición mejorada y corregida de esta obra se publicó en 1810 con el título Neues Historisch-biographisches Lexikon der Tonkünstler, seguido de tres volúmenes más en 1812, 1813 y 1814. Gerber también contribuyó con varios artículos para revistas musicales y publicó varias composiciones musicales menores.
Gerber, como se ha citado, poseía un manuscrito de un miembro de la familia Bach, que contenía la configuración de más de 200 melodías corales.